# Sammy Kershaw
Samuel Paul "Sammy" Kershaw (né le 24 février 1958, à Kaplan, Louisiane) est un artiste américain de musique country. Cousin au troisième degré du  violoniste Cajun Doug Kershaw et ex-mari de Lorrie Morgan, il a commencé sa carrière dans la musique country en 1991. Il a sorti plusieurs albums studio, et a obtenu trois certifications RIAA de platine et deux certifications or. Plus de vingt-cinq de ses singles sont entrés dans le Top 40 sur le Billboard Hot Country Songs, dont un seul numéro un "She Don't Know She's Beautiful" et dix autres Top Ten : "Cadillac Style", "Anywhere but Here", "Haunted Heart", "Queen of My Double-Wide Trailer", "I Can't Reach Her Anymore", "National Working Woman's Holiday", "Third Rate Romance", "Meant to Be", "Vidalia", et "Love of My Life".

## Biographie
Sammy Kershaw est né à Kaplan, Acadiane, au sud de la Louisiane. À l'âge de onze ans, Sammy reçoit sa première guitare, cadeau de son grand-père. Cependant, son père meurt la même année.
Il commença à se produire dans Acadiana avec la légende JB Pere. Par la suite, il ouvre les spectacles de grands noms comme Ray Price, Merle Haggard ou George Jones.
Kershaw enregistrera son premier album Don't Go Near the Water chez Mercury Records, en 1991. L'album sera certifié disque de platine et produira quatre singles. Son second album Haunted Heart suivra en 1993 et produira le single "She Don't Know She's Beautiful" qui deviendra numéro 1 en avril de cette année. L'album sera lui aussi certifié disque de platine. Feelin' Good Train sera le troisième album de Kershaw, sorti en 1994. Cet album sera quant à lui certifié disque d'or et sera suivi d'un album de Noël Christmas Times A Comin' et une première compilation ; Greatest Hits, Volume 1. Son quatrième album studio Politics, Religion and Her sortit en 1996 suivi en 1997 de Labor of Love et en 1999 de Maybe Not Tonight. Ce dernier contient un duo avec une certaine Lorrie Morgan qui deviendra en 2001 son épouse. En 2000, Kershaw sortit un album de reprises ; Covers the Hits.
Après son mariage, il sortira plusieurs duo avec sa femme dont la reprise de I Finally Found Someone. En 2003, Kershaw signa chez Audium Entertainment et sortit l'album I Want My Money Back. Après la fermeture d'Audium, Kershaw signa chez le label indépendant Category 5 Records en 2006. Il sortira cette même année l'album Honky Tonk Boots. C'est aussi cette année qu'il divorça.
Le 13 juin 2007, Kershaw annonça sa candidature pour devenir Lieutenant-gouverneur de Louisiane. Il finit deuxième avec 30 pour-cent des voix, derrière Mitch Landrieu, réélu dès le premier tour grâce à la majorité des voix.
En 2008, Sammy Kershaw fut introduit au Louisiana Music Hall Of Fame en l'honneur de sa carrière. Il fut également introduit au Louisiana Songwriters Association Hall Of Fame en 2010.
Kershaw a sorti son dernier album Better Than I Used To Be en juin 2010.

## Discographie

### Albums

#### Albums studio
| 1991                                                                           | Don't Go Near the Water - Label: PolyGram/Mercury    | 17 | 95  | 5 | —  | 5  | - CAN: Platine |
| 1992                                                                           | Business Is Pleasure - Label: MasterTrak             | —  | —   | — | —  | —  |                |
| 1993                                                                           | Haunted Heart - Label: PolyGram/Mercury              | 11 | 57  | — | —  | 10 | - CAN: Or      |
| 1994                                                                           | Feelin' Good Train - Label: PolyGram/Mercury         | 9  | 73  | — | —  | 2  | - CAN: Or      |
| 1994                                                                           | Christmas Time's A-Comin' - Label: PolyGram/Mercury  | 52 | —   | — | —  | —  |                |
| 1996                                                                           | Politics, Religion and Her - Label: PolyGram/Mercury | 17 | 115 | — | —  | —  | - US: Or       |
| 1997                                                                           | Labor of Love - Label: PolyGram/Mercury              | 5  | 73  | — | —  | 9  | - US: Platinum |
| 1999                                                                           | Maybe Not Tonight - Label: Mercury Nashville         | 7  | 99  | — | —  | *  |                |
| 2003                                                                           | I Want My Money Back - Label: Audium/Koch            | 39 | —   | — | 27 | *  |                |
| 2006                                                                           | Honky Tonk Boots - Label: Category 5                 | 56 | —   | — | 34 | *  |                |
| 2010                                                                           | Better Than I Used to Be - Label: Big Hit Records    | —  | —   | — | —  | —  |                |
| "—" signifie qu'il ne s'est pas classé * signifie que sa position est inconnue |                                                      |    |     |   |    |    |                |

#### Album collaboratif
| Année | Détails                                        | Collaborateur | Positions  | Positions |
| Année | Détails                                        | Collaborateur | US Country | US        |
| ----- | ---------------------------------------------- | ------------- | ---------- | --------- |
| 2001  | I Finally Found Someone - Label: RCA Nashville | Lorrie Morgan | 13         | 114       |

#### Compilation
| 1995                                                            | The Hits Chapter 1 - Label: PolyGram/Mercury                                | 19 | 131 | - US: Or |
| 2000                                                            | Covers the Hits - Label: Mercury Nashville                                  | —  | —   |          |
| 2001                                                            | The Hits Chapter 2 - Label: Mercury Nashville                               | —  | —   |          |
| 2003                                                            | 20th Century Masters - The Millennium Collection - Label: Mercury Nashville | —  | —   |          |
| 2004                                                            | The Definitive Collection - Label: Mercury Nashville                        | —  | —   |          |
| "—" signifie que l'album ne s'est pas classé ou n'est pas sorti |                                                                             |    |     |          |

### Singles
| Année | Single                                         | Meilleures positions | Meilleures positions | Meilleures positions | Album                       |
| Année | Single                                         | US Country           | US                   | CAN Country          | Album                       |
| --- | ---------------------------------------------- | -------------------- | -------------------- | -------------------- | --------------------------- |
| 1991 | "Cadillac Style"                               | 3                    | —                    | 3                    | Don't Go Near the Water     |
| 1992 | "Don't Go Near the Water"                      | 12                   | —                    | 5                    | Don't Go Near the Water     |
| 1992 | "Yard Sale"                                    | 17                   | —                    | 13                   | Don't Go Near the Water     |
| 1993 | "Anywhere but Here"                            | 10                   | —                    | 17                   | Don't Go Near the Water     |
| 1993 | "She Don't Know She's Beautiful"               | 1                    | 119                  | 1                    | Haunted Heart               |
| 1993 | "Haunted Heart"                                | 9                    | —                    | 10                   | Haunted Heart               |
| 1993 | "Queen of My Double Wide Trailer"              | 7                    | —                    | 3                    | Haunted Heart               |
| 1994 | "I Can't Reach Her Anymore"                    | 3                    | —                    | 9                    | Haunted Heart               |
| 1994 | "National Working Woman's Holiday"             | 2                    | —                    | 3                    | Feelin' Good Train          |
| 1994 | "Third Rate Romance"                           | 2                    | 105                  | 10                   | Feelin' Good Train          |
| 1995 | "Southbound"                                   | 27                   | —                    | 17                   | Feelin' Good Train          |
| 1995 | "If You're Gonna Walk, I'm Gonna Crawl"        | 18                   | —                    | 15                   | Feelin' Good Train          |
| 1995 | "Your Tattoo"                                  | 47                   | —                    | 58                   | The Hits Chapter 1          |
| 1996 | "Meant to Be"                                  | 5                    | —                    | 4                    | Politics, Religion, and Her |
| 1996 | "Vidalia"                                      | 10                   | —                    | 7                    | Politics, Religion, and Her |
| 1997 | "Politics, Religion, and Her"                  | 28                   | —                    | 47                   | Politics, Religion, and Her |
| 1997 | "Fit to Be Tied Down"                          | 29                   | —                    | 49                   | Politics, Religion, and Her |
| 1997 | "Love of My Life"                              | 2                    | 85                   | 3                    | Labor of Love               |
| 1998 | "Matches"                                      | 22                   | —                    | 30                   | Labor of Love               |
| 1998 | "Honky Tonk America"                           | 31                   | —                    | 37                   | Labor of Love               |
| 1999 | "One Day Left to Live"                         | 35                   | —                    | 52                   | Labor of Love               |
| 1999 | "Maybe Not Tonight" (avec Lorrie Morgan)       | 17                   | 86                   | 27                   | Maybe Not Tonight           |
| 1999 | "When You Love Someone"                        | 37                   | —                    | 61                   | Maybe Not Tonight           |
| 2000 | "Me and Maxine"                                | 35                   | —                    | 57                   | Maybe Not Tonight           |
| 2000 | "Louisiana Hot Sauce"                          | —                    | —                    | —                    | Maybe Not Tonight           |
| 2001 | "He Drinks Tequila" (avec Lorrie Morgan)       | 39                   | —                    | *                    | I Finally Found Someone     |
| 2001 | "I Finally Found Someone" (avec Lorrie Morgan) | —                    | —                    | *                    | I Finally Found Someone     |
| 2001 | "Sad City"                                     | —                    | —                    | *                    | I Finally Found Someone     |
| 2003 | "I Want My Money Back"                         | 33                   | —                    | *                    | I Want My Money Back        |
| 2003 | "I've Never Been Anywhere"                     | 58                   | —                    | *                    | I Want My Money Back        |
| 2003 | "Beer, Bait and Ammo"                          | —                    | —                    | *                    | I Want My Money Back        |
| 2006 | "Tennessee Girl"                               | 43                   | —                    | —                    | Honky Tonk Boots            |
| 2006 | "Baby's Got Her Blue Jeans On"                 | —                    | —                    | —                    | Honky Tonk Boots            |
| 2008 | "Real People"                                  | —                    | —                    | —                    | Non-album song              |
| 2010 | "Better Than I Used to Be"                     | —                    | —                    | —                    | Better Than I Used to Be    |
| 2010 | "The Snow White Rows of Arlington"             | —                    | —                    | —                    | Better Than I Used to Be    |
| "—" signifie que le single ne s'est pas classé ou n'est pas sorti * signifie que sa position est inconnue |                                                |                      |                      |                      |                             |